# Курдистан
Курдистан (курд. کوردستان []) је географска и историјска област на Блиском истоку претежно насељена Курдима. Подељена је између Турске, Ирака, Ирана и Сирије. Област обухвата између 190.000 km² и 390.000 km², а у њој живи између 35.000.000 и 40.000.000 становника. Највећи градови су Амед (Турска), Мосул (Ирак) и Керманшах (Иран). Клима је оштра због високе надморске висине. 

## Административна подела
У оквиру Ирака, у региону Јужни Курдистан, Курди уживају знатну аутономију. Током грађанског рата у Сирији, сиријски Курди су формирали свој аутономни регион познат као Западни Курдистан или Рожава. У Ирану постоји покрајина Курдистан, али она не ужива никакву посебну аутономију, а обухвата само део подручја Ирана насељеног Курдима. У Турској (где живи највећи број Курда) Курди не уживају никакву политичку или територијалну аутономију.
У две курдске територијалне аутономије у Ираку и Сирији успостављени су различити друштвено-политички системи, па су тако ирачки Курди оријентисани на капиталистички друштвени систем и политичко савезништво са Западом (пре свега САД), док су Сиријски Курди оријентисани марксистички и практично немају политичке и војне савезнике у свету. 
- Прокламоване границе Јужног Курдистана у Ираку и Западног Курдистана у Сирији. Ирачки и сиријски Курди политички и војно контролишу велики део ових територија.

## Историја
У античко доба, на овом подручју је постојала краљевина Кордуена, за коју се сматра да је била пракурдска држава. У средњем веку, на простору настањеном Курдима постојао је низ независних и полунезависних држава односно емирата, који су признавали номиналну власт калифа или шаха. Назив "Курдистан" је први пут забележен у 12. веку у јерменском историјском тексту. У 16. веку, курдске земље су подељене између Сафавидског и Османског царства. 
- Римска зависна држава Кордуена, 31. п. н. е.
- Курдске државе око 1835. године

После пада Османског царства, Миром у Севру је било предвиђено стварање курдске државе, али је ово осујетио турски националистички покрет под вођством Кемала Ататурка. Тако су се у 20. веку курдске земље нашле подељене између Ирана, Турске, Ирака, Сирије и бившег Совјетског Савеза. Током овог века је, међутим, створено и неколико краткотрајних курдских држава и аутономних територија (Краљевина Курдистан, Црвени Курдистан, Република Арарат, Република Махабад, Република Лачин), али оне нису успеле да се дуже одрже услед неповољних политичких околности.
- Предложене границе курдске државе према мировном уговору у Севру 1920. године
- Краткотрајна Краљевина Курдистан 1923. године
- Краткотрајна Курдска Република Махабад, 1946-1947. године

Историја модерне курдске државности почиње стварањем Курдског аутономног региона у Ираку 1970. године. Од 1991. до 2003. овај регион је био фактички независан, да би се потом интегрисао у састав Ирака, као територија са веома високим степеном аутономије. 2013. године, током Грађанског рата у Сирији, сиријски Курди су формирали свој аутономни регион познат као Западни Курдистан или Рожава.
- Аутономни Курдистан у Ираку 1975. године
- Фактички независна Курдска федерација 1998. године
- Аутономни Курдистан у Ираку 2012. године

## Политика
Област је поприште бројних сукоба који настају услед борбе Курда за стварање независне државе.